# Motte féodale du Plessis-Poix
La motte féodale du Plessis-Poix est une ancienne fortification qui se dresse sur le territoire de la commune française de Sainte-Céronne-lès-Mortagne, dans le département de l'Orne, en région Normandie. L'édifice est inscrit au titre des monuments historiques.

## Localisation
La motte est située dans la parc du manoir des XVe et XVIe siècles à 2 km au nord-ouest du bourg de Sainte-Céronne-lès-Mortagne, dans le département français de l'Orne.

## Historique
Les chevaliers de Poix avaient installé, au XIe siècle, sur cette motte un petit château qui relevait de la baronnie de Soligny.

## Description
La motte devait être autrefois entourée d'eau.

## Protection
La motte féodale est inscrite au titre des monuments historiques par arrêté du 24 juin 1975.